# Stazione di Aosta Viale Europa
La stazione di Aosta viale Europa (in francese: gare d'Aoste Avenue d'Europe) è una fermata ferroviaria di Aosta, situata nella zona ovest, in corrispondenza del quartiere Europa, tra via Sinaia e viale Piccolo San Bernardo; l'impianto si trova lungo la linea Aosta - Pré Saint Didier, la cui gestione è affidata a Rete Ferroviaria Italiana.

## Storia
La fermata di Aosta Viale Europa venne attivata il 15 dicembre 2002.
La Regione Valle d'Aosta ha  sospeso l'esercizio sulla linea da Aosta a partire dal 24 dicembre 2015.

## Caratteristiche
La fermata non dispone di fabbricato viaggiatori, ma è costituita unicamente da un marciapiede a servizio dell'unico binario passante.

## Movimento
Il servizio era costituito da treni regionali effettuati da Trenitalia nell'ambito del contratto di servizio stipulato con la Regione Valle d'Aosta.